# Federik Freak
Federik Freak es una serie de historietas de Rubén Fdez. para "El Jueves", desde el 2007 hasta el 2018. Ocupaba habitualmente una página entera de cada número.

## Trayectoria editorial
Federik Freak se empezó a publicar en el número 1557 de la revista.
Su primer recopilatorio, con el subtítulo de Onanist Life-style, se vendió con el número 1.707 de "El Jueves", correspondiente a febrero de 2010.
La última página de la serie se publicó en El Jueves 2136 en mayo de 2018. En ella, Federik se da cuenta de que el término freak ya no tiene sentido en un mundo en el que lo antes considerado nerd mueve millones de dólares y es disfrutado por todo tipo de gente, por lo que decide irse a vivir a la dimensión donde habitan otros estereotipos obsoletos como el negro caníbal o la lesbiana con cámisa de cuadros que odia a los hombres.

## Argumento y personajes
Su protagonista homónimo es un joven catalogado como "freak", con el comportamiento típico asociado a dicho colectivo.
Comparte aventuras con otros personajes típicos de colectivos tópicos (Benjamín el Gotiquito, Froilán el obeso mórbido) o simplemente delirantes y absurdos (El gorila verde que solo Federik puede ver y oír).